# Christophe Dugarry
Christophe Dugarry (Lormont, 24 maart 1972) is een Frans voormalig voetballer. De aanvaller won met de Franse nationale ploeg het WK in 1998 en Euro 2000.
Op clubniveau speelde Dugarry voor Girondins Bordeaux (1988-96 en 2000-2003), AC Milan (1996-97), FC Barcelona (1997-98), Olympique Marseille (1998-2000), Birmingham City (2003-04) en Qatar SC (2004). Voor Frankrijk speelde Dugarry 55 interlands, waarin hij acht maal scoorde. Dugarry speelde naast de twee gewonnen toernooien ook op Euro 96 en het WK in 2002.
In 1999 werd hij ervan verdacht nandrolon gebruikt te hebben. Hij testte positief na de competitiewedstrijd tegen Lyon op 30 april. Uiteindelijk werd hij door de Franse voetbalbond (FFF) vrijgepleit wegens een aantal onregelmatigheden die waren begaan tijdens de bloedproeven. Dugarry zelf heeft zelf altijd ontkend doping te hebben gebruikt.
Dugarry sloot zijn actieve spelerscarrière af op 1 februari 2005.

## Erelijst
Bordeaux
- Division 2: 1991/92
- UEFA Intertoto Cup: 1995
- Coupe de la Ligue: 2001/02

 FC Barcelona
- La Liga: 1997/98

 Frankrijk
- Wereldkampioenschap voetbal: 1998
- Europees kampioenschap voetbal: 2000
- FIFA Confederations Cup: 2001

Onderscheidingen
- Chevalier of the Légion d'honneur: 1998